# Borki (Bartoszyce)
Pour les articles homonymes, voir Borki.
Borki est un village polonais de la voïvodie de Varmie-Mazurie, dans le powiat de Bartoszyce.